# Vịnh Vĩnh Hy
Vịnh Vĩnh Hy, tên cũ là Vũng Găng, là một vịnh nhỏ nằm ở xã Vĩnh Hải, tỉnh Khánh Hòa, Việt Nam. Nằm về phía đông bắc tỉnh Khánh Hòa, cách phường Phan Rang – Tháp Chàm 42 km, vịnh có 3 mặt Đông - Tây - Bắc là núi bao quanh, mặt phía đông nam là cửa vịnh. Phía tây là đỉnh Núi Chúa cao 1040 m cách mặt nước biển và có dòng suối Lồ Ồ chảy quanh năm đổ xuống vịnh. Trong vịnh có nhiều loài hải sản sinh sống: cá mú, cá hồng, cá thu, cá ngừ, tôm hùm, ghẹ, mực. Quanh năm, trong vịnh sống yên biển lặng, tàu thuyền trú ẩn an toàn khi có bão. Vịnh Vĩnh Hy được Bộ Văn hóa, Thể thao và Du lịch xếp hạng là di tích danh thắng quốc gia tại Quyết định số số 44/QĐ-BVHTTDL ngày 7/1/2020.

## Hình ảnh

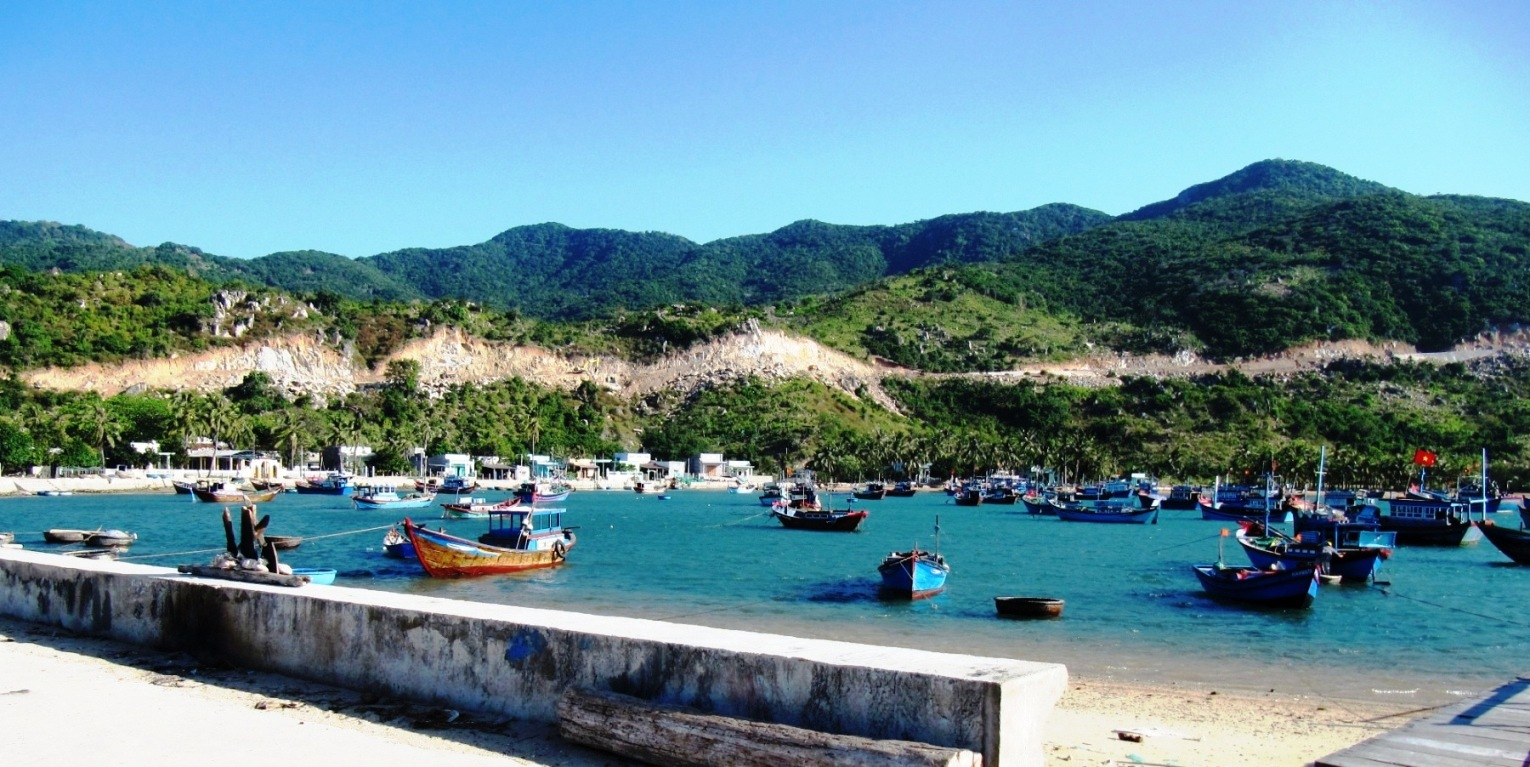
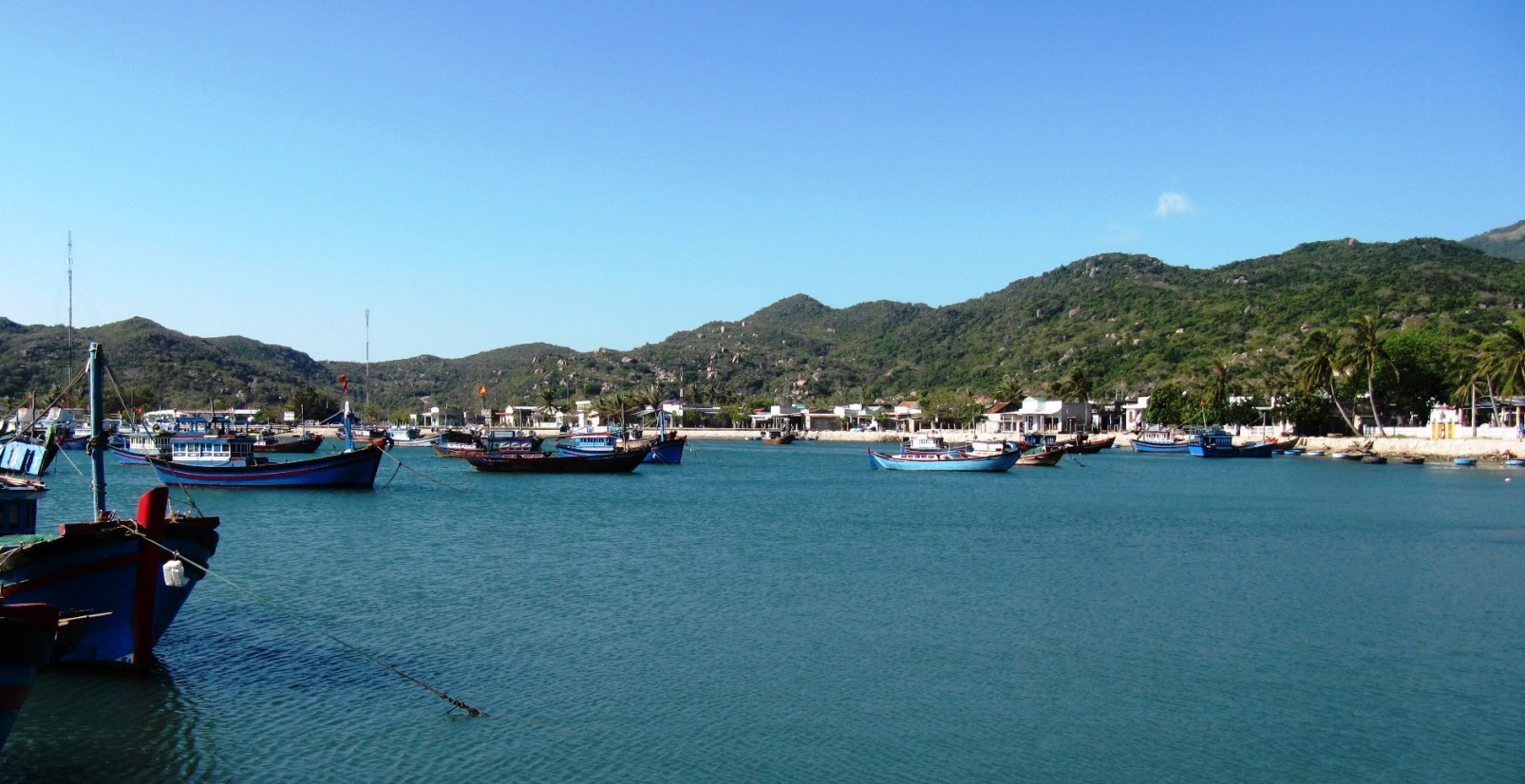
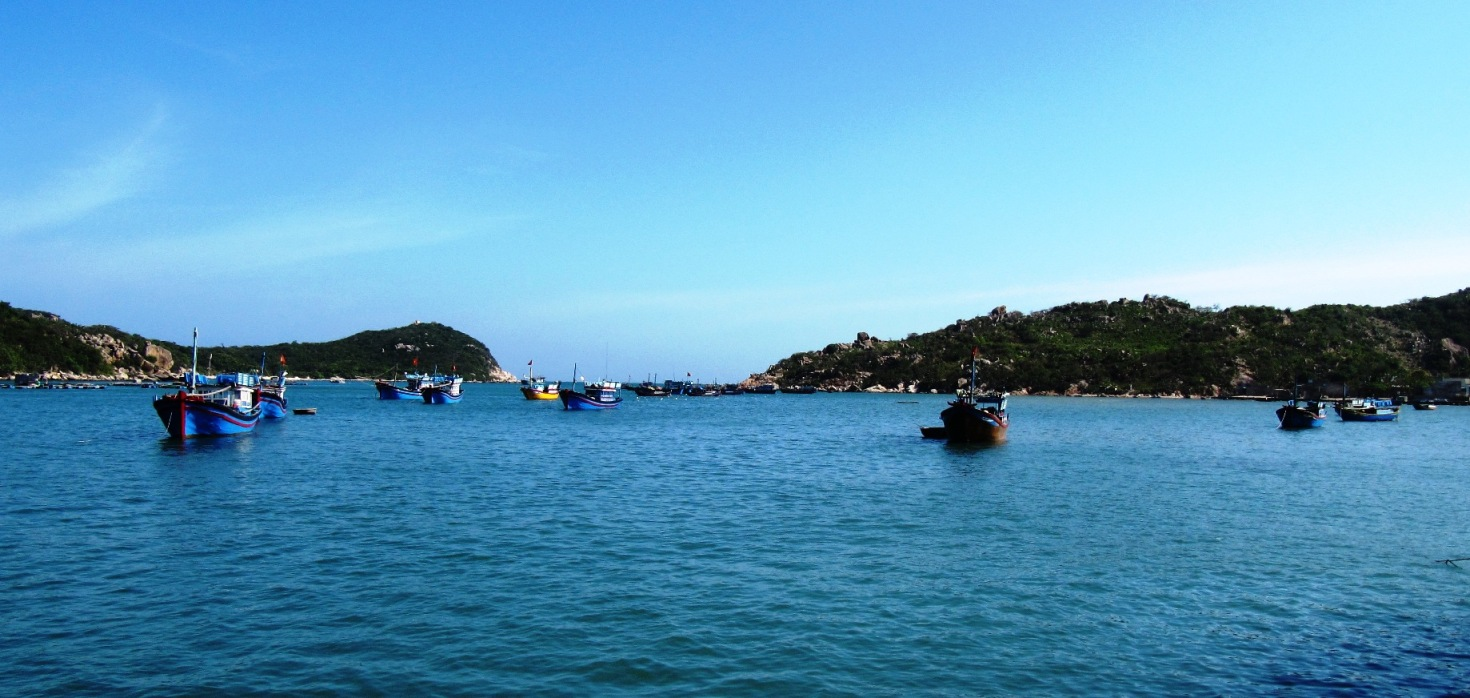
Nhìn ra cửa vịnh.
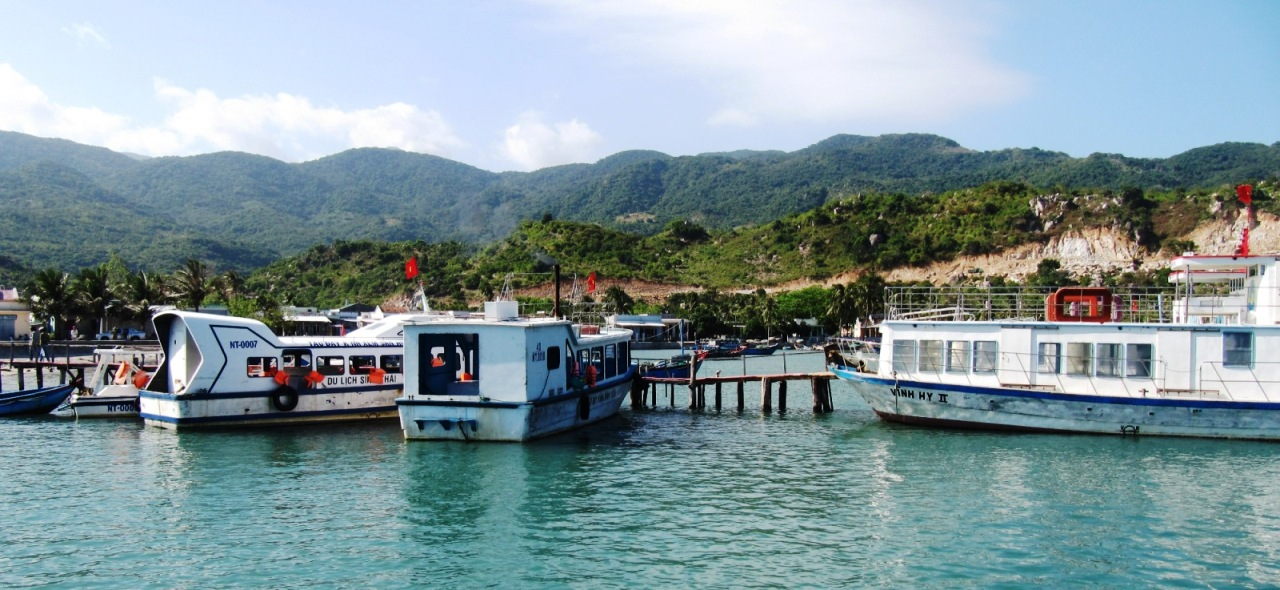
Tàu du lịch.